# Klockroslingssläktet
Klockroslingssläktet (Menziesia) är ett växtsläkte i familjen ljungväxter med sju arter. Två förekommer i Nordamerika, de övriga i Japan. Några arter odlas som trädgårdsväxter i Sverige.